# Aulo Terenzio Varrone
Aulo Terenzio Varrone, in latino Aulus Terentius Varro, (fl. III-II secolo a.C.), è stato un politico e militare romano, appartenente alla famiglia plebea dei Terenzi e attivo nel 184–183 a.C. nella penisola Iberica.

## Biografia
È possibile che Aulo Terenzio Varrone fosse figlio del console Gaio Terenzio Varrone, che nel 216 a. C. era uno dei due comandanti nella battaglia di Canne, contro Annibale, e che poté sfuggire.
La prima attività ufficiale registrata di Aulo Terenzio Varrone è la scorta, che nel 189 a.C. diede, per tornare alla patria, a una delegazione della Lega etolica, la cui offerta di pace era stata respinto dal Senato romano.
Nel 184 a. C. fu eletto pretore ed ebbe il governo della Hispania Citerior. Tito Livio, in base a una fonte annalistica, indica le truppe a sua disposizione. Rimase nella sua provincia combattendo con successo contro i Suessetani, una popolazione iberica. L'Imperium gli fu prorogato e rimase anche l'anno successivo, il 183 a.C. nella penisola Iberica; Livio cita la sua importante carica a volte come proconsul e altre come propraetor. Comunque, anche nel 183 a.C. combatté con successo delle battaglie, questa volta contro i Celtiberi.
All'inizio del 182 a.C. terminò la sua attività militare in Spagna e dopo il suo ritorno a Roma ottenne come ricompensa il permesso di celebrare un trionfo minore, una ovazione.
Per i periodi successivi di Varrone abbiamo notizia solo delle missioni. 
Secondo una nota non necessariamente credibile di Livio, nel 172 a.C. Varrone ha viaggiato con altri due senatori in missione diplomatica alla corte del re illirico Genzio.
Dopo la battaglia di Pidna del 168 e la vittoria dei Romani sopra l'ultimo re macedone Perseo di Macedonia, Varrone fu nel 167 a.C. componente della commissione costituita da dieci persone, che supportò il console vincitore dell'anno precedente Lucio Emilio Paolo Macedonico nel riordino della Macedonia. Non ci sono notizie sul resto della sua vita.

### Triumvir monetalis
Come magistrato monetario ad Aulo è attribuibile una emissione, databile tra il 206 e il 200 a.C. composta da un denario e caratterizzata al rovescio dalle lettere VAR scritte in monogramma.